# Мадай
Мадай — в Пятикнижжі третій син Яфета, онук Ноя. Легендарний прабатько та епонім іраномовного племені мідієвих або Мадієв в чому сходяться більшість хроністів.
За Книгою Ювілеїв (10:35-36) був одружений з дочкою Сіма.
|  | І Мадай побачив країну моря, і вона сподобалася йому, і він випросив її собі у Елама та Ассура та Арфаскада, брата його дружини, і жив в країні Мідакін (мідійської країні) поблизу брата своєї дружини до цього дня, і він назвав своє місце проживання та місце проживання своїх дітей Медекін, на ім'я їхнього батька Мадая. |

Іосіппон дає нові імена, відмінні від інших хроністів.
|  | Мадай — це Азарлос, що живуть в країні Бурсалі (або Ворсан) |

## Особи
- Мадай Андрій (26.11.1953, Філадельфія) — художник, графік, іконописець.